# Славнич, Зоран
Зо́ран «Мо́ка» Сла́внич (сербохорв. Zoran „Moka” Slavnić / Зоран „Мока” Славнић; 26 октября 1949, Земун) — бывший югославский баскетболист, после окончания игровой карьеры — тренер. Играл на позиции разыгрывающего защитника. Большую часть карьеры выступал за белградскую «Црвену звезду».
В составе сборной Югославии становился победителем чемпионата мира 1978 года и Олимпийских игр 1980 года, трижды выигрывал чемпионат Европы.

## Карьера

### Клубная
Играл за молодёжные команды «Црвены звезды» с 1963 года, с 1967 года выступал за основную команду. В составе «Црвены звезды» Славнич два раза побеждал в чемпионате и трижды выигрывал кубок страны, а в 1974 году — Кубок кубков.
С разрешения баскетбольного союза Югославии в 1977 году Зоран Славнич перешёл в испанский «Ховентут», с которым в первом же сезоне выиграл чемпионат Испании. Позже вернулся в Югославию, играл за «Шибенка» и «Партизан», став одним из немногих баскетболистов, игравших за оба известнейших белградских клуба. Последний сезон (1982/83) провёл в итальянском клубе «Индезит Казерта», сыграл 33 матча.
В 1991 году Зоран Славнич вошёл в число 50 величайших игроков ФИБА.

### В сборной
В составе сборной Югославии Зоран Славнич выигрывал чемпионат мира 1978 и Олимпийский турнир 1980 года, трижды становился чемпионом Европы.
Всего за сборную Югославии Зоран Славнич провёл 179 матчей, в которых набрал 1465 очков.

### Тренерская
После завершения игровой карьеры, Славнич тренировал югославские «Партизан», «Црвену звезду», «Югопластику» и «Шибенку», испанские «Уникаху» и «Ховентут», греческие «Дафни» и «Ираклис», сербские «Беобанку» и «Атлас», немецкий « Брозе Бамберг».
На ЧЕ-1987 был ассистентом Крешимира Чосича в национальной сборной Югославии, по итогам турнира команда выиграла бронзовые медали.
29 мая 2007 года по рекомендации Экспертного совета Баскетбольного союза Сербии Славнич стал главным тренером сборной Сербии. Под его руководством сборная выступила на чемпионате Европы неудачно, не сумела отобраться на Олимпиаду. Славнич был отправлен в отставку, Экспертный совет был распущен, преемником Славнича стал Душан Ивкович.

## Достижения

### Клубные
- Чемпион Югославии (2): 1968/69, 1971/72
- Чемпион Испании: 1977/78
- Обладатель Кубка Югославии (3): 1970/71, 1972/73, 1974/75
- Обладатель Кубок обладателей кубков: 1973/74

### В сборной
- Олимпийский чемпион: 1980
- Серебряный призёр Олимпийских игр: 1976
- Чемпион мира: 1978
- Серебряный призёр чемпионата мира: 1974
- Чемпион Европы (3): 1973, 1975, 1977
- Серебряный призёр чемпионата Европы: 1981
- Бронзовый призёр чемпионата Европы: 1979